# 整形外科学

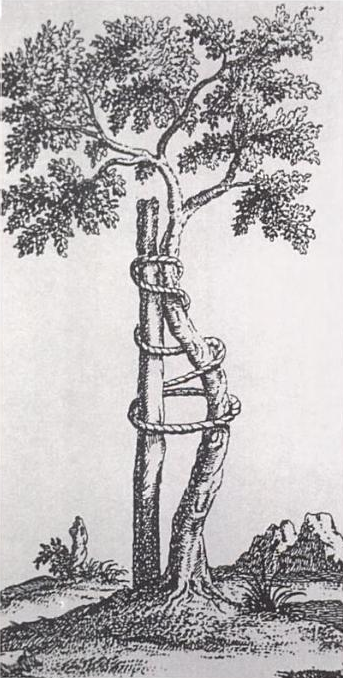
曲がった若木を杭で支え、まっすぐ上に成長させる様子。「アンドリーの木」は整形外科の伝統的なシンボル。

整形外科学（せいけいげかがく、英語: orthopedics）は、四肢および脊柱疾患や外傷を中心に、骨・関節・筋肉・神経など運動器の機能障害の治癒を主に扱う外科学の一分野。アメリカ合衆国では「orthopedic surgery」とも言われる。由来はフランスの科学者ニコラ・アンドリーが 1741 年に著した「Orthopedie」で造語したもので、子供の脊椎と骨の変形の予防と矯正に関係している。彼は自分の考えを説明するために、杭に縛り付けられた若木のイメージを使い、これが整形外科のシンボルとなっている。整形外科は場合によりリウマチ学や形成外科学などと連携して治療にあたる。
日本語として、非医学関係者の日常で使われている「整形手術」は美容外科学の分野である。美容外科は形成外科の一分野であり、整形外科学とは関係がない。

## 歴史
1780年にジャン・アンドレ・ベネルが小児の骨格異常を扱う病院を設立したのが最初と言われている。また、オランダ軍医でアンドレ・マチセンが石膏でギプスを行っている。
一般的に整形外科領域は戦争の外傷治療と共に発展してきている。中世では、戦場において創傷部位に馬の血を湿らせたバンドを施し、添え木を行ったりしていた。

## 治療

### 保存的整復固定術
- シーネ
- ギプス
- スピードトラック牽引
- グリソン牽引

### 観血的整復固定術
- デブリードマン
- 大腿骨頚部骨折
  - Pinning法
  - γ-nail
  - CHS法
  - Hannson pin術
  - 人工骨頭置換術

| 人工膝関節全置換術 施術後 |  | 人工膝関節全置換術 施術後 |
| 人工膝関節全置換術 施術後 |  |                           |

- 変形性股関節症
  - 人工骨頭置換術
  - 人工股関節（人工関節）置換術
- 変形性膝関節症
  - 人工膝関節置換術
- 特発性大腿骨頭壊死症
  - 人工膝関節置換術
  - 杉岡式回転骨切り術
  - 内反骨切り術

## 分野

### 代謝性疾患
- 骨粗鬆症
- 変形性関節症
- 関節リウマチ

### 脊椎疾患

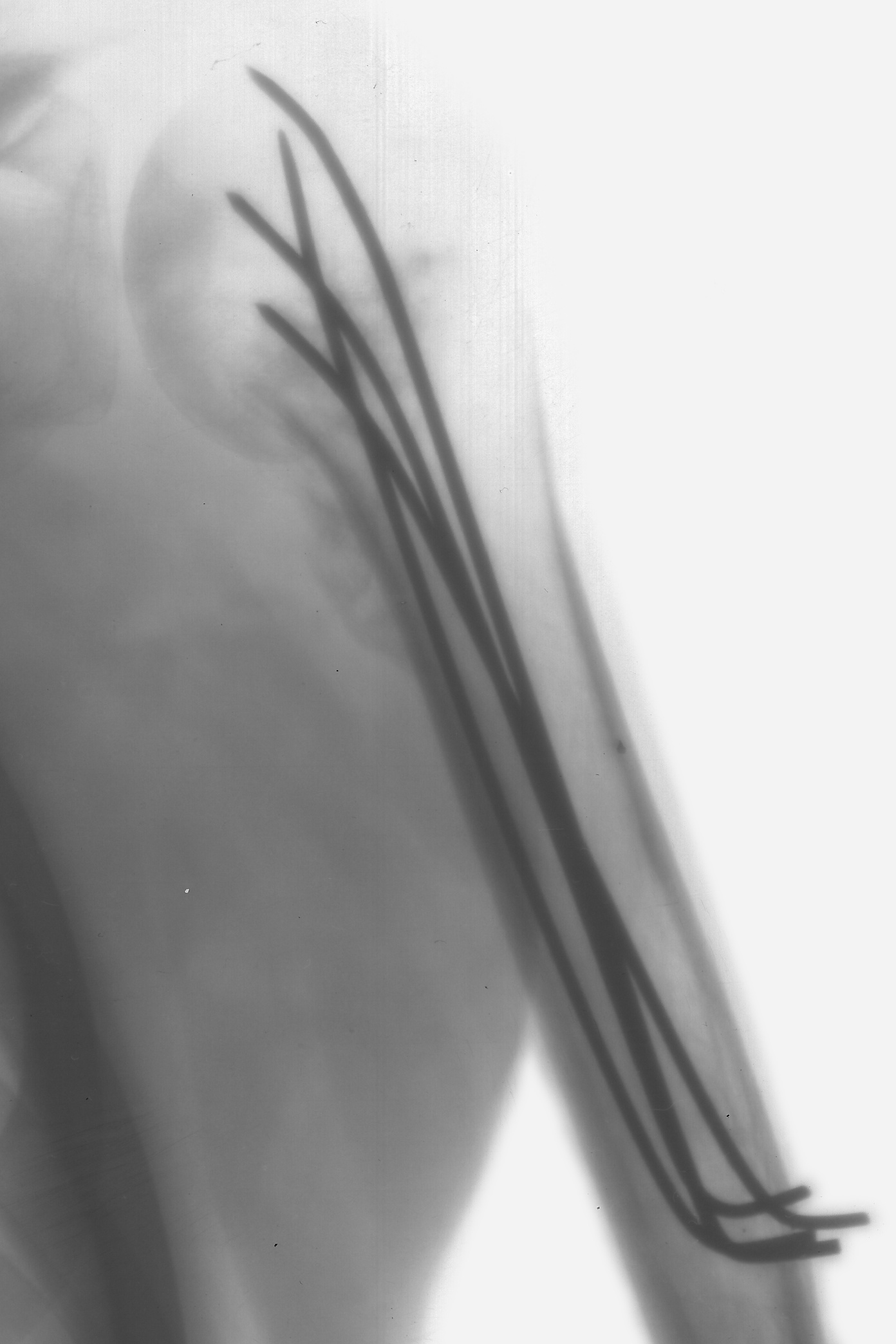
左上腕骨骨折に対するキルシュナーワイヤーによる経皮的鋼線刺入固定法

- 椎間板ヘルニア
- 腰部脊柱管狭窄症
- 小児椎間板石灰化

### 手（上肢）
- 手根管症候群
- デュピュイトラン拘縮（Dupuytren拘縮）
デュピュイトラン拘縮（でゅぴゅいとらんこうしゅく）は、原因不明のIP関節、MP関節での屈曲拘縮をきたす疾患.男性に多い。疾患。
- ヘバーデン結節
- ブシャール結節
- 変形性母指手根中手関節症
- 上腕二頭筋長頭腱炎
- 肘内障

### 足（下肢）
- 大腿骨頭辷り症（大腿骨頭骨端線離開）

### 外傷

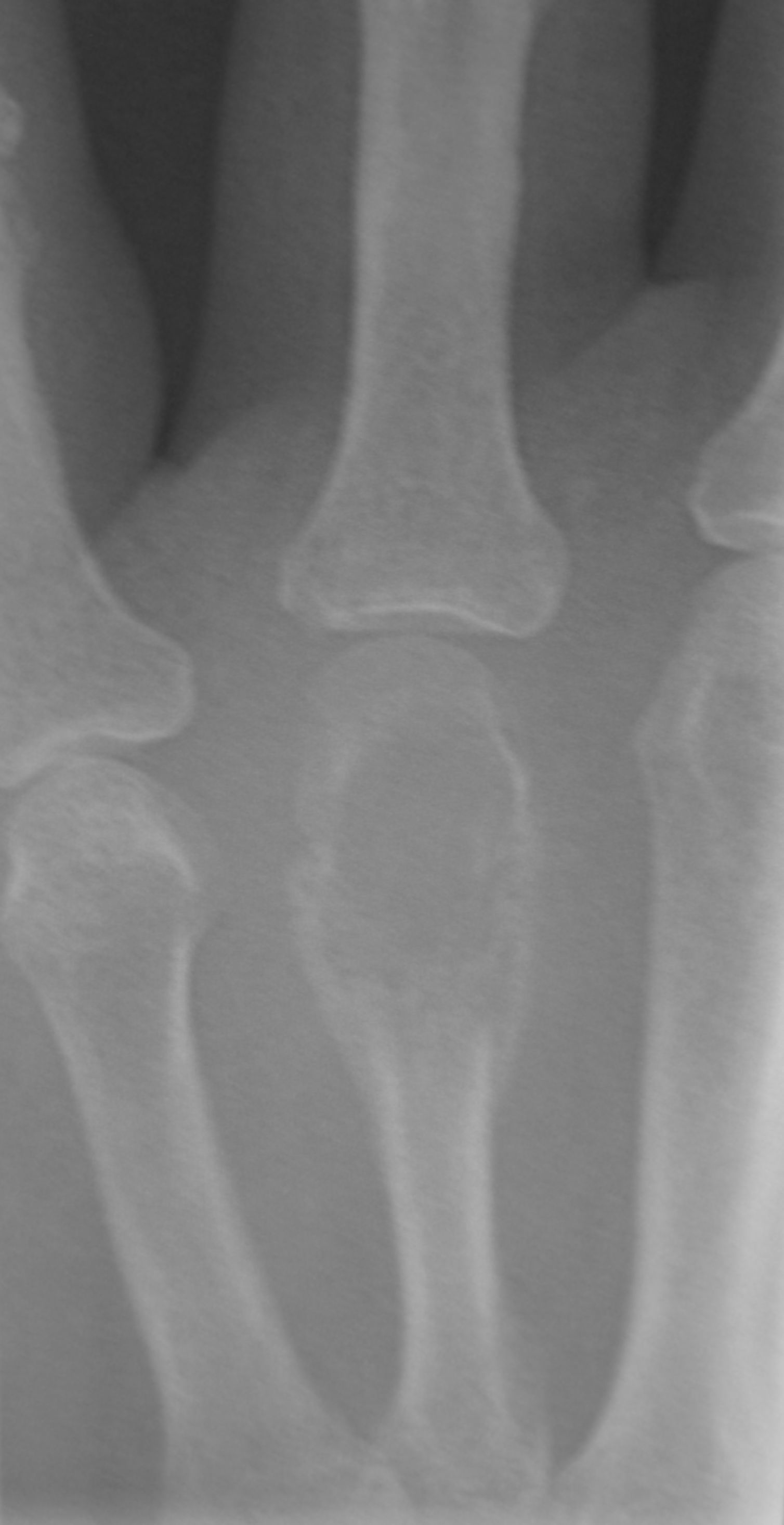
左第4中手骨に発生した骨巨細胞腫

- 骨折
- 脱臼
- 捻挫

### 腫瘍
- 骨腫瘍
  - 骨巨細胞腫
  - 骨肉腫
  - 軟骨肉腫
  - ユーイング肉腫
- 脊髄腫瘍